# Giacomo Mauro D'Ariano
Giacomo Mauro D'Ariano (Alessandria, 11 maggio 1955) è un fisico italiano, professore di fisica teorica all'Università di Pavia, dove è a capo del gruppo di ricerca QUIT (Quantum Information Theory).
È membro dell'Istituto Lombardo Accademia di Scienze e Lettere, del CPCC (Center for Photonic Communication and Computing) presso la Northwestern University, e del FQXi (Foundational Questions Institute).
Le sue principali aree di ricerca sono la teoria quantistica dell'informazione, la struttura matematica della teoria quantistica e i problemi fondamentali della fisica contemporanea. Come pioniere della teoria quantistica dell'informazione, ha dato importanti contributi alla derivazione teorico-informativa della teoria quantistica.

## Biografia
Giacomo D'Ariano è nato l'11 maggio 1955 ad Alessandria e si è laureato con lode in Fisica nel 1978 presso l'Università di Pavia. Nel 1978 ha ottenuto un assegno di ricerca in Scienza dei Polimeri presso il Politecnico di Milano e nel 1979 un assegno di ricerca presso l'Università di Pavia. Nel 1984 è stato nominato ricercatore presso l'Università di Pavia e, a seguito di concorsi nazionali, è diventato professore associato nel 1992 e professore ordinario nel 2000.
Ha fondato nel 2000 e diretto il gruppo di ricerca QUIT (Quantum Information Theory) presso l'Università di Pavia. Nello stesso anno è stato anche nominato membro del CPCC (Center for Photonic Communication and Computing) presso la Northwestern University.

## Contributi scientifici

### Informazione quantistica
D'Ariano ei suoi collaboratori introdussero il primo algoritmo esatto per la tomografia quantistica omodina degli stati, e successivamente generalizzarono la tecnica utilizzata per farne un metodo universale di misura quantistica. D'Ariano sviluppò quindi il primo schema sperimentale - ora chiamato "tomografia assistita da ancilla" - che rendeva fattibile la caratterizzazione di canali, operazioni e apparati di misurazione quantistici da eseguire effettivamente in laboratorio, sfruttando un singolo stato di input entangled.
Giacomo D'Ariano ha proposto l'entanglement quantistico come strumento per migliorare la precisione della misurazione quantistica, un'idea che, parallelamente ai lavori di altri autori, ha dato vita al nuovo campo della metrologia quantistica. Con il suo team ha risolto una serie di problemi di vecchia data della teoria dell'informazione quantistica, come la trasmissione ottimale di stati misti, la stima di fase ottimale per stati misti e i protocolli ottimali per il clonaggio di fase.
D'Ariano e collaboratori hanno introdotto il concetto di "pettine quantistico", che generalizza quello di "operazione quantistica", e ha un'ampia gamma di applicazioni nell'ottimizzazione di misure quantistiche, comunicazioni, algoritmi e protocolli. Lui e il suo gruppo hanno successivamente utilizzato pettini quantici per ottimizzare la tomografia quantistica. La struttura del pettine quantistico ha anche consentito una nuova comprensione della causalità nella meccanica quantistica e nella teoria quantistica dei campi. Ciò ha avuto un impatto ampio e diversificato in diverse aree di ricerca, a cominciare dallo studio dell'interferenza causale quantistica e degli algoritmi di scoperta causale, utilizzati in recenti tentativi, lungo linee informatiche quantistiche, di riconciliare la teoria quantistica e la relatività generale, uno dei grandi problemi in sospeso di fisica fondamentale.

### Fondamenti della meccanica quantistica
Giacomo D'Ariano ha svolto un ruolo importante nel rendere la teoria quantistica dell'informazione un nuovo paradigma su cui basare la meccanica quantistica e la fisica fondamentale in generale. Nel 2010 ha proposto una serie di postulati basati sulla teoria dell'informazione per ottenere una derivazione rigorosa della meccanica quantistica (di dimensione finita), obiettivo poi raggiunto grazie alla collaborazione con Giulio Chiribella e Paolo Perinotti e che ha portato a un nuovo modo di comprendere, lavorare e sviluppare la teoria quantistica, presentato nel libro Quantum Theory from First Principles: An Informational Approach. Il suo articolo sulla derivazione per via informativa della teoria quantistica è stato citato in un Viewpoint dell'American Physical Society.
Subito dopo D'Ariano e il suo gruppo hanno esteso tale programma in modo da ottenere, sempre partendo da postulati teorico-informativi, anche la teoria quantistica dei campi libera (non considerando le interazioni).  In un articolo su New Scientist, Lucien Hardy ha scritto che «il loro lavoro e il loro approccio sono straordinari», e Časlav Brukner ha scritto di essere rimasto impressionato dal fatto che «in questo lavoro c'è qualcosa di profondo sulla meccanica quantistica».
Una prospettiva storica su questo lavoro, dalla scoperta dell'elettrodinamica quantistica da parte di Dirac ai giorni nostri, è stata data da Arkady Plotnitsky in The Principles of Quantum Theory, From Planck's Quanta to the Higgs Boson.
Un libro di Oliver Darrigol, Physics and Necessity offre un ampio commento sulla derivazione della meccanica quantistica da parte di D'Ariano e dei suoi collaboratori, sottolineando in particolare come superi certe ipotesi ad hoc di derivazioni precedenti.
Sulla formulazione della teoria quantistica in base a principi informativi il fisico Federico Faggin ha basato la sua teoria sulla natura della coscienza.

## Riconoscimenti
Giacomo Mauro D'Ariano è membro dell'American Physical Society, dell'Optical Society of America e dell'Istituto Lombardo Accademia di Scienze e Lettere. Ha vinto il terzo premio per i concorsi mondiali di saggi FQXi del 2011, 2012 e 2013. Nel 2022 gli è stata assegnata, insieme a Mikhail Lukin (Harvard University) e ad Andreas Winter (Universitat Autònoma de Barcelona) l'International Quantum Award.

## Opere
- (EN) G. M. D'Ariano, A. Montorsi e M. Rasetti, Integrable Systems in Statistical Mechanics, in Series on Advances in Statistical Mechanics, 1985, DOI:10.1142/0142. URL consultato il 3 luglio 2023.
- (EN) P. Kumar, G. M. D’Ariano, O. Hirota (a cura di), Quantum Communication, Computing, and Measurement 2, in SpringerLink, 2002, DOI:10.1007/b114679. URL consultato il 3 luglio 2023.
- (EN) G. M. D'Ariano e A. Tosini, Space-time and special relativity from causal networks, 2010, DOI:10.48550/arXiv.1008.4805. URL consultato il 3 luglio 2023.
- (EN) G. Chiribella, G. M. D'Ariano e P. Perinotti, Quantum computations without definite causal structure, in Physical Review A, vol. 88, n. 2, 14 agosto 2013,  p. 022318, DOI:10.1103/PhysRevA.88.022318. URL consultato il 3 luglio 2023.
- (EN) G. M. D'Ariano, G. Chiribella e P. Perinotti, Quantum Theory from First Principles: An Informational Approach, Cambridge University Press, 2017, DOI:10.1017/9781107338340, ISBN 978-1-107-04342-8. URL consultato il 3 luglio 2023.